# MultiService Access Node
 (septembre 2012).
Si vous disposez d'ouvrages ou d'articles de référence ou si vous connaissez des sites web de qualité traitant du thème abordé ici, merci de compléter l'article en donnant les références utiles à sa vérifiabilité et en les liant à la section « Notes et références ».
Le MultiService Access Node (MSAN) est une nouvelle technologie de télécommunications qui permet de rapprocher les équipements des clients.
Ça autorise des débits plus élevés, l'intégration de l'ADSL et de la voix. Il permet certains services comme la visiophonie, la conférence à trois, etc.